# أنت نور حياتي (أغنية)

أنت نور حياتي (بالإنجليزية: You Are the Sunshine of My Life) أغنية منفردة صدرت عام 1973 للمغني الأمريكي الأسمر ستيفي وندر، أصبحت الأغنية ثالث أغنية منفردة لوندر على قائمة بيلبورد هوت 100، وأول أغنية له على قائمة الاستماع السهل.
فاز ستيفي وندر مع اغنيته «أنت نور حياتي» بجائزة جرامي لأفضل أداء صوتي بوب للذكور، وتم ترشيحه لكل من أفضل تسجيلات العام وأغنية العام. كانت هذه الأغنية هي الأغنية الثانية بعد «الخرافة Superstition» التي تم إصدارها من ألبوم عام 1972 بعنوان «كتاب ناطق Talking Book» وظلت في المركز الأول لمدة ثلاثة أسابيع.
صنفت رولينج ستون أغنية «أنت نور حياتي» في المرتبة 287 في قائمة "أعظم 500 أغنية في كل العصور". أطلق عليها بيلبورد اسم "أغنية هادئة ومخيفة مع عروض بيانو كهربائية رائعة وعمل إنتاجي متميز.

## طاقم العزف والتسجيل
(حسب ألبوم: «الكتاب الناطق» 27 أكتوبر 1972)
ستيفي وندر: صوت رئيسي - صوت خلفي - فندر رودس - طبول
جيم جيلستراب: (أول) صوت رئيسي - صوت خلفية
لاني غروفز: (ثاني) صوت رئيسي - صوت خلفية
غلوريا بارلي: صوت خلفية
سكوت إدواردز: جيتار باس كهربائي
دانيال بن زبولون: كونغاس
ستيفي وندر لا يغني أول سطرين من الأغنية، ولكن يغني «جيم جلستراب» (أشهر مغني جلسة أستوديو، حيث يقوم بالمشاركة في تسجيل الأغنية ولا يظهر في أي أداء مسرحي مع الفنان)، ثم تغني لاني جروفز السطرين التاليين (وهي أيضا من مغنيات جلسات الأستوديو). يختلف الإصدار الفردي للأغنية عن إصدار الألبوم مع إضافة الأبواق إلى المزيج.

## نسخ أخرى للأغنية
قدم عدد 296 فنان نسخ مختلفة لأغنية «أنت نور حياتي»، كان أبرزهم: ليزا مينيلي مارس 1973 - جوني ماتيس مايو 1973 - بريندا لي نوفمبر 1973- ساشا ديستل وبريجيت باردو 1973 - آندي ويليامز 1973- فرانك سيناترا يوليو 1974- شيرلي باسي 1974- إنجلبيرت همبيردينك 1974- بيري كومو 1974.

## الأغنية على القوائم حول العالم
احتلت الأغنية المركز الأول في الولايات المتحدة على قائمة بيلبورد وكاش بوكس.
احتلت المراكز من الثاني إلى العاشر في: كندا – المملكة المتحدة – نيوزيلندا – أستراليا.
ظهرت الأغنية على قوائم أفضل أغاني عام 1973 في أستراليا، وكندا، والولايات المتحدة.

## كلمات الأغنية
أنت نور حياتي You are the sunshine of my life
لهذا السبب سأكون دائمًا في بجوارك That's why I'll always be around
أنت قرة عيني You are the apple of my eye
إلى الأبد ستبقى في قلبي Forever you'll stay in my heart
أشعر أن هذه هي البداية I feel like this is the beginning
على الرغم من أنني أحببتك لمليون سنة Though I've loved you for a million years
وإذا اعتقدت أن حبنا سينتهي And if I thought our love was ending
كنت أجد نفسي غارقًا في دموعي I'd find myself drowning in my own tears
أنت نور حياتي You are the sunshine of my life,
لهذا السبب سأبقى دائمًا في الجوار That's why I'll always stay around
أنت قرة عيني You are the apple of my eye
إلى الأبد ستبقى في قلبي Forever you'll stay in my heart
لابد أنك عرفت أنني كنت وحيدًا You must have known that I was lonely
لأنك أتيت لإنقاذي Because you came to my rescue
وأنا أعلم أن هذه يجب أن تكون الجنة And I know that this must be heaven
كيف يمكن أن يكون كل هذا الحب بداخلك؟ How could so much love be inside of you

## وصلات خارجية
https://www.songfacts.com/facts/stevie-wonder/you-are-the-sunshine-of-my-life أنت نور حياتي (أغنية)
https://www.worddisk.com/wiki/You_Are_The_Sunshine_Of_My_Life/ أنت نور حياتي (أغنية)
https://www.youtube.com/watch?v=SbenaOqv4yQ أنت نور حياتي (أغنية)
https://www.youtube.com/watch?v=yYj1DMHwFy4 أنت نور حياتي (أغنية)